# Ignazio Fabra
Ignazio Fabra (25. dubna 1930 Palermo, Itálie - 13. dubna 2008 Janov, Itálie) byl italský zápasník, reprezentant v zápase řecko-římském. V roce 1952 na olympijských hrách v Helsinkách v muší váze a v roce 1956 na hrách v Melbourne opět v muší váze vybojoval stříbrnou medaili. V roce 1960 vybojoval páté a v roce 1964 čtvrté místo. V roce 1955 vybojoval zlato a v roce 1962 a 1963 stříbro na mistrovství světa.